# Braås landskommun
Braås landskommun var en tidigare kommun i Kronobergs län.

## Administrativ historik
Den bildades som storkommun vid kommunreformen 1952 genom sammanläggning av de tidigare kommunerna Drev, Dädesjö, Hornaryd och Sjösås. Den fick sitt namn efter tätorten Braås.
Kommunen upphörde med utgången av år 1970, varefter dess område gick upp i Växjö kommun.
Kommunkoden var 0703.

### Kyrklig tillhörighet
I kyrkligt hänseende tillhörde kommunen församlingarna Drev, Dädesjö, Hornaryd och Sjösås.

## Geografi
Braås landskommun omfattade den 1 januari 1952 en areal av 319,13 km², varav 280,30 km² land.

### Tätorter i kommunen 1960
| Tätort              | Folkmängd |
| ------------------- | --------- |
| Braås               | 881       |
| Böksholm            | 257       |
| Klavreström, del av | 12        |

Tätortsgraden i kommunen var den 1 november 1960 37,5 procent.

## Politik

### Mandatfördelning i valen 1950–1966
| 3 | 14 | 11 |  | 6 |

| 35 |

| 3 | 15 | 8 | 9 |

| 35 |

| 3 | 14 | 8 | 10 |

| 33 |

| 2 | 15 | 10 | 2 | 6 |

| 32 |

| 3 | 13 | 10 | 3 | 6 |

| 31 |